# Lasse-Majas detektivbyrå – Skuggor över Valleby
Lasse-Majas detektivbyrå – Skuggor över Valleby (stiliserat LasseMajas detektivbyrå – Skuggor över Valleby) är en svensk familjefilm från 2014 i regi av Pontus Klänge och Walter Söderlund. I rollerna ses bland andra Amanda Pajus, Lukas Holgersson och Tomas Norström. Filmen bygger på Martin Widmarks fiktiva figurer från böckerna Lasse-Majas detektivbyrå.

## Handling
Lasse och Maja måste stoppa den ökända Konstskuggan, annars kommer Vallebys polisstation att läggas ner.

## Rollista
- Amanda Pajus – Maja
- Lukas Holgersson – Lasse
- Tomas Norström – polismästaren
- Mikael Segerström – Krister Lönn
- Henrik Dorsin – Carl-Magnus
- Sofia Rönnegård – Gunnel Necker
- Ika Nord – Pålette Hasselbacken
- Margareta Stone – Barbro Palm
- Sara Sommerfeld – Sara Bernard
- Rachel Mohlin – Siv Leander
- Ulf Drakenberg – Rune Andersson
- Babben Larsson – Sally Solo
- Magnus Roosmann – Ronny Hazelwood
- Suzanne Ernrup – prästen
- Jennie Silfverhjelm – Gabriella Kulört
- Patrik Elgh – Welmer Frisk
- Peter Arrhenius – skäggig man på auktion
- Nassim Al Fakir – Dino Panini
- Jenny Soddy – Parkour-Pålette[4]

## Om filmen
Filmen regisserades från början av Söderlund, men då denne avled den 9 december 2012 togs rollen över av Klänge. Filmen producerades av Moa Westeson och Johanna Bergenstråhle och spelades in efter ett manus av Peter Arrhenius. Musiken komponerades av Jean-Paul Wall, fotograf var Mats Olofson och klippare Mattias Morheden och Tomas Lagerman. Filmen hade premiär den 17 oktober 2014.

## Mottagande
Lasse-Majas detektivbyrå – Skuggor över Valleby sågs av 271 235 biobesökare i Sverige 2014 och blev det året den femte mest sedda svenska filmen i Sverige.